# NK Zagreb
NK Zagreb is een Kroatische voetbalclub uit Zagreb.

## Geschiedenis

### (Voormalig) Joegoslavië
De club werd in 1903 opgericht als  PNIŠK (Prvi Nogometni I Športski Klub), vertaald is dat Eerste voetbal en sportclub. De club wordt echter overschaduwd door de succesrijke stadsgenoot Dinamo Zagreb. NK speelde in totaal 18 seizoenen in de hoogste klasse van Joegoslavië.
In 1951 promoveerde de club voor het eerst naar de hoogste klasse, voor dat seizoen fuseerde de club met Borac Zagreb, Borac eindigde 9de in de eindstand, het was het eerste seizoen voor de club in de hoogste klasse. Na 2 seizoenen degradeerde NK en kon na één seizoen terugkeren. Na 3 plaatsen in de middenmoot degradeerde Zagreb opnieuw in 1958. Dan was het tot 1964 wachten vooraleer de club terug promoveerde en in 1964/65 speelde NK voor het eerst Europees voetbal. In 1970 was Zagreb weer hekkensluiter en degradeerde. In 1973/74 werd een gastoptreden gemaakt in de hoogste klasse en daarna speelde men weer van 1976 tot 1979 en van 1980 tot 1982 in eerste. Een nieuwe promotie bleef uit tot 1991, maar na dat seizoen trokken de Kroatische clubs zich terug om een eigen competitie op te zetten.

### Kroatië
Na de onafhankelijkheid speelde de club in de hoogste klasse van Kroatië. In 1992 eindigde NK 2de achter Hajduk Split. Twee jaar later werd die plaats opnieuw behaald. Zagreb, het zwakke broertje van Dinamo in de tijd van Joegoslavië ontwikkelde zich nu tot een heuse subtopper. In 1999 werd het eerste slechte resultaat geboekt, 9de op 12 clubs. Daarna ging het weer beter en de eerste landstitel werd in 2002 binnen gehaald. De volgende seizoenen eindigde de club echter in de middenmoot. In 2010 werd een degradatie op het laatste nippertje vermeden omdat er niet genoeg tweedeklassers een licentie kregen. In 2013 kon een club de degradatie niet meer vermijden en verdween voor het eerst uit de Kroatische hoogste klasse. Door de tweede plaats van Lokomotiva Zagreb achter rivaal Dinamo en de promotie van NK Hrvatski Dragovoljac Zagreb werd de club in één klap nog maar de vierde club van de stad. De club uit de Kroatische hoofdstad degradeerde aan het eind van het seizoen 2012/13, maar keerde al na één seizoen terug in de 1. Hrvatska Nogometna Liga. In 2016 volgde een tweede degradatie en die luidde het mogelijke einde van de club in. Een jaar later degradeerde de club naar het derde niveau en in 2019 zelfs naar het vierde niveau. De reden is dat spelers en bestuur afscheid nemen omdat ze niet door één deur kunnen met eigenaar Dražen Medić. . In het seizoen 2019/20 zou er aanvankelijk niet deelgenomen aan de competitie maar op het laatste moment nam de club deel onder de naam NK Zagreb 041

## Erelijst
- Hrvatska Nogometna Liga

2001/2002
- 1. Hrvatska Nogometna Liga

2013/2014

## Eindklasseringen vanaf 1992
| Seizoen | Competitie     | Niveau | Eindstand | Beker        | Opmerking                            |
| ------- | -------------- | ------ | --------- | ------------ | ------------------------------------ |
| 1992    | 1. HNL         | I      | 2         | --           |                                      |
| 1992/93 | 1. HNL         | I      | 3         | 8e finale    |                                      |
| 1993/94 | 1. HNL         | I      | 2         | halve finale |                                      |
| 1994/95 | 1. HNL         | I      | 4         | kwartfinale  |                                      |
| 1995/96 | 1. HNL         | I      | 6         | halve finale |                                      |
| 1996/97 | 1. HNL         | I      | 5         | Finale       | < Croatia Zagreb, 1-2                |
| 1997/98 | 1. HNL         | I      | 5         | halve finale | Liga-topscorer: Mate Baturina (18)   |
| 1998/99 | 1. HNL         | I      | 10        | 1e ronde     |                                      |
| 1999/00 | 1. HNL         | I      | 8         | halve finale |                                      |
| 2000/01 | 1. HNL         | I      | 6         | halve finale |                                      |
| 2001/02 | 1. HNL         | I      |           | kwartfinale  | Liga-topscorer: Ivica Olić (21)      |
| 2002/03 | 1. HNL         | I      | 6         | kwartfinale  |                                      |
| 2003/04 | 1. HNL         | I      | 10        | 8e finale    |                                      |
| 2004/05 | 1. HNL         | I      | 3         | kwartfinale  |                                      |
| 2005/06 | 1. HNL         | I      | 10        | 1e ronde     |                                      |
| 2006/07 | 1. HNL         | I      | 3         | kwartfinale  |                                      |
| 2007/08 | 1. HNL         | I      | 6         | halve finale |                                      |
| 2008/09 | 1. HNL         | I      | 5         | halve finale |                                      |
| 2009/10 | 1. HNL         | I      | 14        | kwartfinale  | Liga-topscorer: Davor Vugrinec (18)  |
| 2010/11 | 1. HNL         | I      | 13        | kwartfinale  | Liga-topscorer: Ivan Krstanović (19) |
| 2011/12 | 1. HNL         | I      | 6         | halve finale |                                      |
| 2012/13 | 1. HNL         | I      | 12        | 8e finale    |                                      |
| 2013/14 | 2. HNL         | II     | 1         | 8e finale    |                                      |
| 2014/15 | 1. HNL         | I      | 5         | 1e ronde     |                                      |
| 2015/16 | 1. HNL         | I      | 10        | kwartfinale  |                                      |
| 2016/17 | 2. HNL         | II     | 12        | 1e ronde     |                                      |
| 2017/18 | 3. HNL-West    | III    | 9         | 8e finale    |                                      |
| 2018/19 | 3. HNL-West    | III    | 18        | 1e ronde     |                                      |
| 2019/20 | 4. HNL-Centrum | IV     | 6         | --           |                                      |

## NK Zagreb in Europa
NK Zagreb speelt sinds 1964 in diverse Europese competities. Hieronder staan de competities en in welke seizoenen de club deelnam:
- Champions League (1x)

2002/03
- Europacup II (1x)

1997/98
- Intertoto Cup (1x)

1995
- Jaarbeursstedenbeker (3x)

1964/65, 1965/66, 1969/70
- Mitropacup (1x)

1981